# Brännesnuda
Brännesnuda är en skånsk maträtt.
Fläsklägg eller liknande kokas med purjolök, skurna morötter och palsternackor samt ett kålhuvud.
Efter ett tag tillsätts havregryn varpå det får koka ett tag till. Fransk senap eller vanlig senap brukar ofta serveras till, samt hackad persilja.  Färsk pepparrot rivs på toppen.
"Snuda" betyder näsa på skånska, och rätten har fått sitt namn från pepparroten och senapen som bränner till i näsan, alltså brännesnuda.